# Nepeta macrosiphon
Nepeta macrosiphon là một loài thực vật có hoa trong họ Hoa môi. Loài này được Boiss. mô tả khoa học đầu tiên năm 1846.